# عبد المجيد القصاب
الدكتور عبد المجيد القصاب هو طبيب وسياسي عراقي، ولد في منطقة سوق حمادة في بغداد في 8 تشرين الثاني 1907 وتوفي في 15 كانون الأول 1988.

## نسبه وعائلته
هو عبد المجيد بن عبد العزيز بن السيد محمد بن عبد اللطيف بن محمد بن حسن بن ناصر بن علي بن حسين بن درع الجشعمي الراوي (عائلة القصاب من بني لخم في الاصل)، نزل جده الشيخ درع في راوة في القرن السابع عشر، ثم انتقل حسين إلى جانب الكرخ من بغداد، وكان يتاجر بالغنم والخيل.
شغل والده عبد العزيز القصاب مناصب وزارية مختلفة مثل وزارات وزير الداخلية والعدل ووزير وزير الري والزراعة، كما شغل مناصب نيابية وشغل منصب رئيس مجلس النواب أكثر من مرة.
أما والدته فهي نورية بنت الشيخ سليمان أفندي الجبوري خطيب السلطان عبد الحميد الثاني وإمام جامع آيا صوفيا في إسطنبول، توفيت أمه عام 1908 وكان ما يزال صغيراً.
عند ولادته، كان والده يشغل منصب قائممقام قضاء سامراء.
تزوج من ابنة عمه السيدة حميدة بنت الشيخ عباس حلمي محمد القصاب عام 1924، وأنجب منها كلاً من الدكتور مثنى (ولد عام 1935) المهندس محمد (1936- 1985) وتغلب الذي كان دبلوماسيا في وزارة الخارجية (1937-2008) والحقوقي عباس (1941-1991) والدكتور رياض (ولد عام 1944) والمهندس أنمار (ولد عام 1947).
وتزوج مرة الثانية، وكان له من زوجته الدكتور بيان (ولد عام 1954) والإدارية جيهان (ولدت عام 1958) والمهندس بسمان (ولد عام 1961).

## تعليمه وعمله
أكمل دراسته الأولية في بغداد ثم درس الطب واللغة الفرنسية في المعهد الطبي العربي في سوريا ولأربع سنوات، ثم التحق بجامعة مونبلييه وتخرج منها عام 1932 وعاد إلى العراق عام 1934، حيث عين طبيباً في المستشفى الملكي وعمل مع الدكتور سندرسن باشا، ثم عمل سكرتيراً لنادي المثنى بن حارثة الشيباني والذي تأسس عام 1935.
مارس مهنته طبيبا في عيادته الخاصة، وكان يخصص أياما لعلاج الفقراء والمحتاجين.

## نشاطه السياسي
خلال وثبة كانون الثاني 1948، قاد بنفسه مظاهرات جسر الشهداء ضد معاهدة بورتسموث.
أول مشاركة سياسية له كانت عند ترشحه في الانتخابات النيابية ثم فوزه نائبا عن بغداد (منطقة الأعظمية) في الدورة الثالثة عشرة للفترة من 21 حزيران 1948 إلى 30 حزيران 1952.
بعدها اختير وزيرا للصحة في وزارة الفريق الأول الركن نور الدين محمود للفترة من 23 تشرين الثاني 1952 إلى 29 كانون الثاني 1953.
انتخب بعدها عضواً في مجلس النواب عن لواء بغداد في الدورة الانتخابية الرابعة عشرة للفترة من 24 كانون الثاني 1953 إلى 28 نيسان 1954.
اختير وزيرا للمعارف في وزارة الدكتور محمد فاضل الجمالي الأولى للقترة من 17 أيلول 1953 إلى 8 آذار 1954، ثم اختير وزيرا للصحة في وزارة الدكتور محمد فاضل الجمالي الثانية للفترة من 8 آذار 1954 إلى 29 نيسان 1954،
بعدها انتخب عضوا في مجلس النواب في دورته السادسة عشرة والأخيرة في العهد الملكي للفترة من 10 أيار 1958 إلى 14 تموز 1958.
نال وسام الرافدين من الدرجة الثانية.